# علم بلورات كونية
علم البلورات الكونية هو تقنية مستخدمة في الفيزياء وعلم الفلك لتحديد الطوبولوجيا الممكنة للكون (مثل النتوء المستدير والمجال رقم 3 وغيره). يرصد علماء الفلك مصادر الانزياح الأحمر الكبيرة ويبحثون عن أنماط التكرار التي قد تشير إلى وصلة الحواف.

## التوزيع البياني لانفصال الزوج
يستخدم علم البلوريات الكونية التوزيع البياني للانفصال الكوني للوصول لخصائص الكون. من المتوقع ظهور طفرات كبيرة إذا لم يكن الكون متصلًا ببساطة.